# Паметник на Априлци (Зли дол)
Паметникът на Априлци в околностите на град Клисура се намира в историческата местност Зли дол. 
Издигнат е през 1961 година по повод 85 години от Априлското въстание. Служи за прослава не само на всички клисурци, участвали в отбраната на селото срещу ордите на Тосун бей, но и на всички други, обезсмъртили се чрез делото си поборници. Автор на проекта е архитект Васил Беязов.
На това място се е намирал щабът на въстаническия военен съвет, начело с Никола Караджов, ръководил въстанието през паметните дни на 1876 г., продължила 7 дена.
| „ | 1876 година. От тази височина синовете на героична Клисура въстанаха срещу вековния поробител – турската империя... Започна новата история на България. | “ |

Паметникът в местността Зли дол е построен на мястото, където се разиграват решителните боеве. Тук е била разположена клисурската черешова артилерия. В околностите са поставени и черешови топчета, които мълчаливо стоят на стража, наредени по своите позиции. Малко над тях се извисява и самият монумент, който все едно се е устремил към небесата, към мястото, където се намират сега героите от Априлските събития. Паметникът е увенчан с лавров венец, символ на непобедимия български дух.